# Trióxido de cromo
El trióxido de cromo, también llamado óxido de cromo (VI), es un compuesto inorgánico de fórmula CrO3. Es un anhídrido ácido del ácido crómico, y en ocasiones se comercializa bajo el mismo nombre.
Este compuesto es un sólido de color rojo oscuro/naranja apagado, que se disuelve en el agua sufriendo hidrólisis concomitante. Millones de kilos son producidos anualmente, principalmente a través de galvanoplastia.

## Producción, estructura y reacciones básicas
El trióxido de cromo es sintetizado por tratamiento de cromato de sodio o el correspondiente dicromato de sodio con ácido sulfúrico:
H2SO4 + Na2CrO4  →  CrO3  +  Na2SO4  +  H2O
Cada año se producen unos 100 millones de kg por estas rutas o similares.
El sólido está formado por cadenas de átomos de cromo con coordinación tetraédrica, que comparten vértices. Cada átomo de cromo, por lo tanto, tienen dos átomos de oxígeno vecinos. Otros dos átomos de oxígeno no son compartidos, dando una estequiometría total de 1:3
La estructura del monómero CrO3 se ha calculado utilizando teoría del funcional de la densidad, y se prevé que sea piramidal (grupo puntual C3v) en lugar de plana (grupo puntual D3h).
El trióxido de cromo se descompone por encima de 197 °C liberando oxígeno y produciendo Cr2O3:
4 CrO3  →  2 Cr2O3  +  3 O2
Se utiliza en síntesis orgánica como un oxidante, a menudo en forma de disolución en ácido acético, o acetona como en el caso de la oxidación de Jones. En estas oxidaciones, el Cr (VI) convierte 1,5 equivalentes de alcoholes en sus correspondientes aldehídos o cetonas:
2 CrO3  +  3 RCH2OH  →  Cr2O3  +  3 RCHO  +  3 H2O

## Aplicaciones
El trióxido de cromo se utiliza principalmente en el cromado de objetos. Normalmente se emplea con los aditivos que afectan el proceso de galvanizado, pero no reaccionan con el trióxido. El trióxido reacciona con el cadmio, el zinc y otros metales para generar películas de pasivación de cromato que se resisten la corrosión. También se utiliza en la producción de rubíes sintéticos. 

## Seguridad

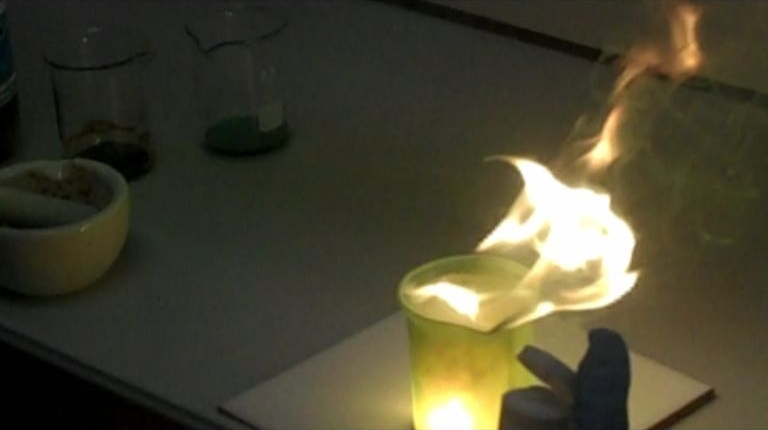
Ignición de etanol por el trióxido de cromo

El trióxido de cromo es altamente tóxico, corrosivo y cancerígeno. Es el principal ejemplo de compuesto de cromo hexavalente, que supone un riesgo ambiental. Los derivados de cromo (III) no son particularmente peligrosos, por lo que se utilizan reductores para destruir las muestras de cromo (VI). 
Por contacto con trióxido de cromo, que es un oxidante potente, entran en ignición algunos materiales orgánicos (por ejemplo, etanol).